# Ensambladora Janesville
La Ensambladora Janesville (en inglés, Janesville Assembly) es una fábrica de automóviles propiedad de General Motors, situada en Janesville, Wisconsin. Inaugurada en 1919, era la fábrica más antigua en uso de GM. Sin embargo, estuvo inactiva en gran parte en diciembre de 2008 y la producción restante cesó el 23 de abril de 2009. Finalmente la demolición de la planta comenzó en abril de 2018.
La planta cubría 450.000 m² y empleaba a alrededor de 7000 trabajadores en su punto máximo en el año 1970, pero se redujo a unos 1200 cuando disminuyó la producción de vehículos GM en diciembre de 2008.

## Historia
La fábrica fue construida originalmente para producir Samson Tractors. En su año de inauguración, la planta empleaba a 3000 trabajadores, y el primer tractor se fabricó el 1 de mayo de 1919. Una depresión agrícola que comenzó en 1920 obligó a Samson a reducir la producción y despedir a más de 1000 trabajadores. Samson más tarde quebró
 

Estos no encontraron compradores, por lo que Chevrolet comienza a producir automóviles en 1923. La producción de la fábrica se detuvo durante la Gran Depresión durante aproximadamente un año. Durante la Segunda Guerra Mundial, las plantas de Janesville fueron tomadas por la División Oldsmobile de General Motors y produjeron artillería. 

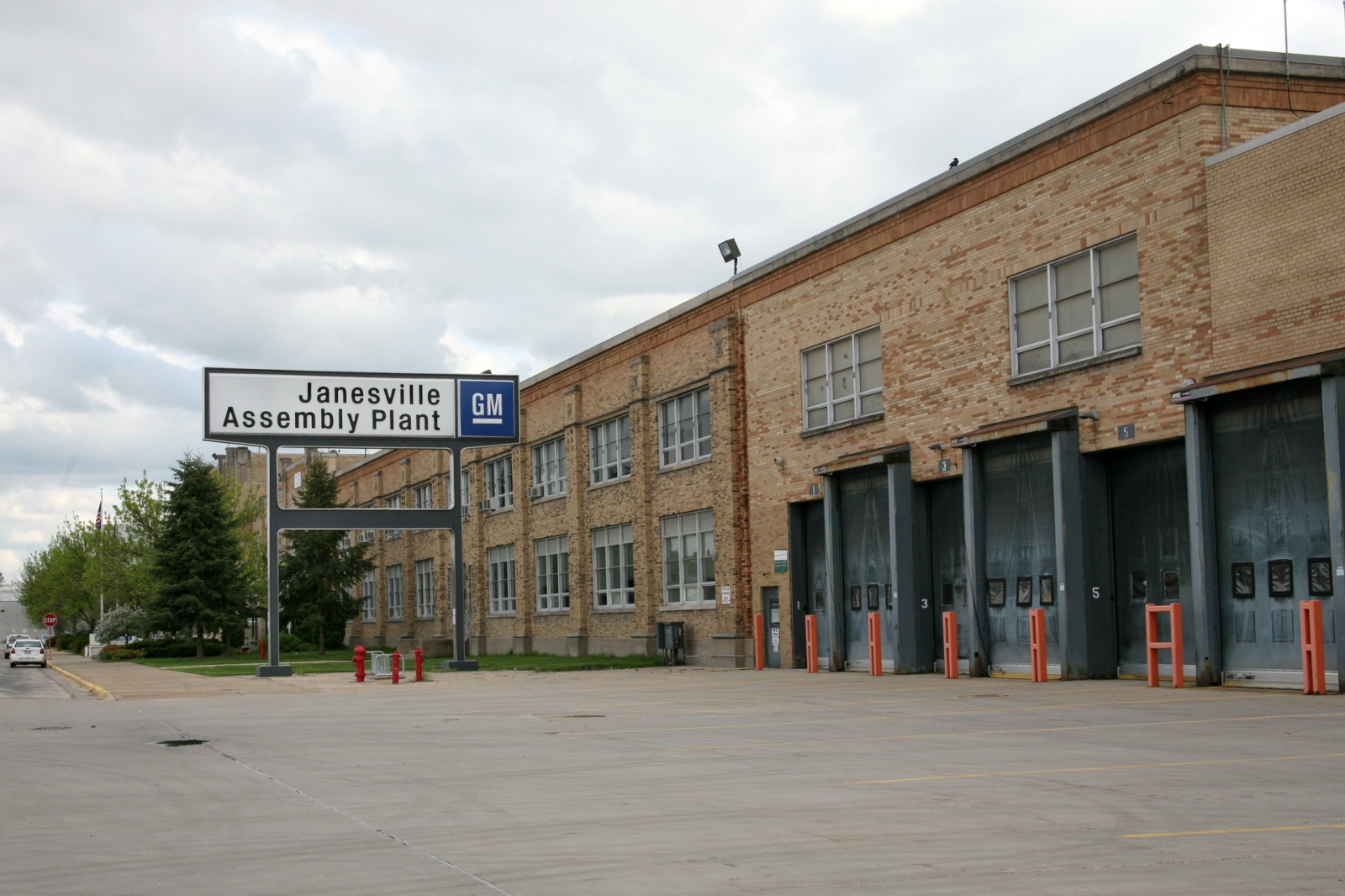
Fachada principal.

En 1969, las fábricas de Chevrolet y Fisher Body se unieron para formar la División de Ensamblaje de General Motors. La producción máxima en la planta de Janesville ocurrió en 1977, cuando había 7100 empleados y se produjeron 274.286 automóviles y 114.681 camiones

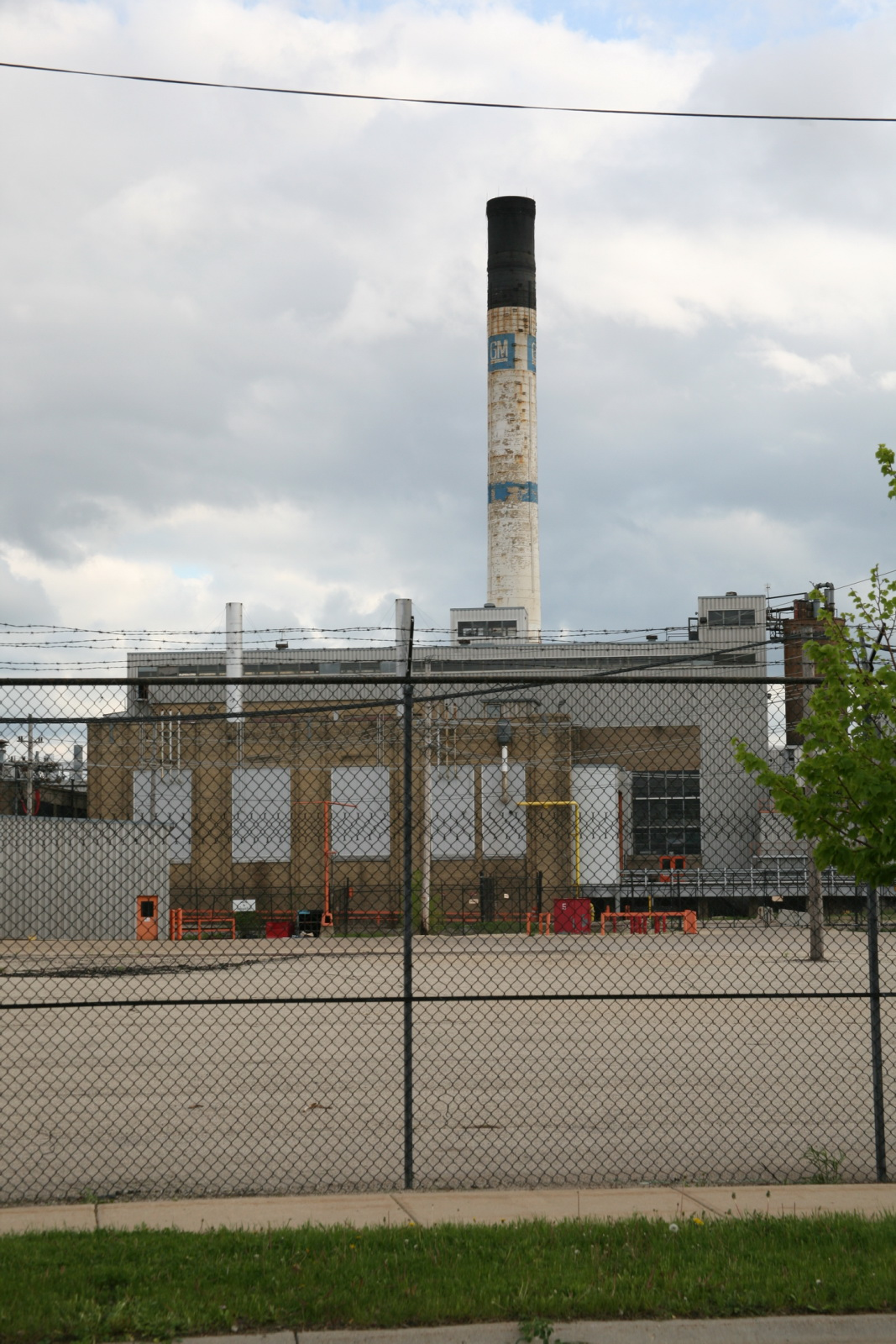
Chimenea de la planta de Janesville

En la década de 1980, General Motors trasladó la producción de automóviles grandes de Janesville y comenzó a fabricar coches-J subcompactos, como el Chevrolet Cavalier. En 1987, la empresa trasladó la línea de recogida de Janesville a la planta de ensamblaje de Fort Wayne, Indiana. Los esfuerzos locales dieron como resultado que GM trasladara la producción de camiones de servicio mediano y utilitarios deportivos de tamaño completo de las plantas en Míchigan a Janesville En 1992, era la única planta de GM que fabricaba SUV grandes. Desde 1994, la planta ha producido también camiones medianos para Isuzu en virtud de su asociación con GM. En 2002, GM devolvió la producción de camiones de servicio mediano de Janesville a Flint, Míchigan.
Janesville era una de las tres plantas de producción de la GMT900 camiones como el Chevrolet Suburban, y comenzó a construir la próxima generación de corta distancia entre ejes plataforma GMT900 camiones en enero de 2006. Ese año, la planta logró un hito al producir más de 500,000 vehículos utilitarios deportivos de tamaño completo con motores compatibles con E85 FlexFuel. Los empleados de Janesville fueron reconocidos en una ceremonia en la planta que incluyó al gobernador de Wisconsin, Jim Doyle. En 2007, la discusión sobre las regulaciones de emisiones de combustibles de gases de efecto invernadero provocó un diálogo sobre el futuro de la planta de GM de Janesville. Ese mismo año, el Local 95 de United Auto Workers participó en una huelga en la instalación.

### Desmantelamiento
En 2008, la Gran Recesión, los precios del combustible y las bajas ventas relacionadas de SUV entre otros factores, llevaron a que GM redujera la producción de tiempo completo en la planta de Janesville a un solo turno. Combinado con un programa de compra de empleados en curso, los despidos totalizaron alrededor de 750 puestos de trabajo en julio de 2008. Durante la reunión anual de accionistas de GM el 3 de junio de 2008, el director ejecutivo Rick Waggoner anunció que la planta de ensamblaje de Janesville cerraría en 2010, junto con otras tres fábricas de GM, y podría cerrar antes si el mercado lo dictaba.
En octubre de 2008, GM anunció que la producción de SUV de la planta de Janesville finalizaría el 23 de diciembre de 2008 Ese día, los trabajadores se reunieron en una ceremonia con una pancarta que decía "Último vehículo fuera de la línea de montaje de Janesville".El último vehículo GM producido, un Chevrolet Tahoe 2009 negro, fue donado a United Way of North Rock County, quienes rifaron el vehículo.
57 trabajadores de producción continuaron con el trabajo de montaje en Janesville hasta el 23 de abril de 2009, completando la asociación de camiones ligeros GM/Isuzu y luego entre 40 y 50 "empleados especializados" trabajaron para desmantelar la planta.